# 狭山市立堀兼中学校
狭山市立堀兼中学校（さやましりつ ほりがねちゅうがっこう）は、埼玉県狭山市堀兼にある公立中学校。

## 所在地
- 埼玉県狭山市堀兼

## 沿革
- 1947年4月1日-堀兼村立堀兼中学校として創立。
- 1954年7月1日-町村合併により,学校名を狭山市立堀兼中学校に改名。
- 2007年-開校60周年を迎えた。

## 学校教育目標
1. 自ら学ぶ生徒 - 自ら学ぶ意欲を持ち、主体的に考え、判断・行動できる生徒
2. 心豊かな生徒 - 他人への思いやりや感謝の気持ちを持ち、協力してお互いに高めあえる生徒
3. たくましい生徒 - 健康で、たくましい体力や強い意志を持ち、粘り強く物事に取り組む生徒

## 部活動
運動部
- 野球部
- ソフトボール部
- サッカー部
- 女子バレーボール部
- バスケットボール部（男・女）
- テニス部（男・女）
- 卓球部（男・女）
- 陸上部

なお、運動部には男子バレーボール部と柔道部があったが部員不足のため廃部となった。 
文化部
- 美術部
- パソコン部
- 吹奏楽部

なお、文化部には演劇部があったが部員不足のため廃部となった。

## 交通
- 新狭山駅から徒歩30分
- 新狭山駅南口から西武バス3分